# 黃家駒音樂作品
本文是介紹黃家駒所創作及演唱的所有已公開作品，部分未公開Demo作品版權仍在beyond前經紀人陳健添手上。

## beyond專輯
作曲（包含參與作曲）
- 《大厦》
- 《脑部侵袭》

演唱（包含參與演唱）
- 《大厦》

作曲（包含參與作曲）
- 《再见理想》
- 《飞越苦海》
- 《木吉他》
- 《Dead romance（Part I）》
- 《Dead romance（Part II）》
- 《旧日的足迹》
- 《Myth》
- 《永远等待》
- 《Long Way Without Friends》
- 《Last Man Who Knows You》
- 《谁是勇敢》

填詞（包含參與填詞）
- 《再见理想》
- 《飞越苦海》
- 《Dead romance（Part II）》
- 《永远等待》
- 《Long Way Without Friends》

演唱（包含參與演唱）
- 《再见理想》
- 《飞越苦海》
- 《Dead romance（Part II）》
- 《巨人》
- 《旧日的足迹》
- 《Myth》
- 《永远等待》
- 《Long Way Without Friends》
- 《谁是勇敢》

作曲（包含參與作曲）
- 《灰色的心》
- 《昔日舞曲》
- 《Water Boy》
- 《金属狂人》

填詞（包含參與填詞）
- 《灰色的心》
- 《昔日舞曲》
- 《Water Boy》

演唱（包含參與演唱）
- 《灰色的心》
- 《昔日舞曲》
- 《Water Boy》
- 《金属狂人》

作曲（包含參與作曲）
- 《亚拉伯跳舞女郎》
- 《东方宝藏》
- 《无声的告别》
- 《新天地》
- 《孤单一吻》
- 《水晶球》
- 《随意飘荡》
- 《玻璃箱》
- 《过去与今天》
- 《追忆》

填詞（包含參與填詞）
- 《东方宝藏》
- 《水晶球》
- 《随意飘荡》
- 《玻璃箱》
- 《过去与今天》
- 《追忆》

演唱（包含參與演唱）
- 《亚拉伯跳舞女郎》
- 《东方宝藏》
- 《无声的告别》
- 《新天地》
- 《孤单一吻》
- 《水晶球》
- 《随意飘荡》
- 《玻璃箱》
- 《过去与今天》
- 《沙丘魔女》
- 《追忆》

作曲
- 《午夜迷牆》

作曲（包含參與作曲）
- 《现代舞台》
- 《天真的创伤》
- 《冲上云霄》
- 《赤红热血》
- 《冷雨夜》
- 《雨夜之后》
- 《城市猎人》
- 《迷离境界》

填詞（包含參與填詞）
- 《天真的创伤》
- 《赤红热血》

演唱（包含參與演唱）
- 《现代舞台》
- 《天真的创伤》
- 《冲上云霄》
- 《赤红热血》
- 《城市猎人》
- 《迷离境界》

作曲（包含參與作曲）
- 《秘密警察》
- 《大地》
- 《喜欢你》
- 《未知赛事的长跑》

填詞（包含參與填詞）
- 《秘密警察》
- 《喜欢你》

演唱（包含參與演唱）
- 《秘密警察》
- 《喜欢你》
- 《冲开一切》
- 《未知赛事的长跑》

作曲（包含參與作曲）
- 《真的爱你》
- 《逝去日子》
- 《曾是拥有》
- 《午夜迷墙》
- 《我有我风格》
- 《原谅我今天》

填詞（包含參與填詞）
- 《曾是拥有》

演唱（包含參與演唱）
- 《真的爱你》
- 《曾是拥有》
- 《摩登时代》
- 《爆裂都市》
- 《午夜迷墙》

作曲（包含參與作曲）
- 《岁月无声》
- 《又是黄昏》
- 《明日世界》
- 《无名的歌》
- 《午夜怨曲》
- 《千金一刻》
- 《无悔这一生》
- 《交织千个心》

演唱（包含參與演唱）
- 《岁月无声》
- 《又是黄昏》
- 《勇闯新世界》
- 《午夜怨曲》
- 《无悔这一生》
- 《交织千个心》

作曲（包含參與作曲）
- 《大地》
- 《短暂的温柔》
- 《九十年代的忧伤》
- 《送给不懂环保的人(包括我)》
- 《漆黑的空间》
- 《你知道我的迷惘》
- 《和自己的心比赛》
- 《今天有我》

演唱（包含參與演唱）
- 《送给不懂环保的人(包括我)》
- 《破坏游戏的孩子》
- 《漆黑的空间》
- 《你知道我的迷惘》
- 《和自己的心比赛》
- 《今天有我》

作曲（包含參與作曲）
- 《灰色轨迹》
- 《未曾後悔》
- 《是錯也再不分》

演唱（包含參與演唱）
- 《灰色轨迹》
- 《未曾后悔》

作曲（包含參與作曲）
- 《战胜心魔》
- 《文武英杰宣言》

演唱（包含參與演唱）
- 《战胜心魔》
- 《文武英杰宣言》

作曲（包含參與作曲）
- 《光辉岁月》
- 《无泪的遗憾》
- 《俾面派对》
- 《相依的心》
- 《可知道》

填詞（包含參與填詞）
- 《光辉岁月》
- 《可知道》

演唱（包含參與演唱）
- 《光辉岁月》
- 《无泪的遗憾》
- 《俾面派对》
- 《相依的心》
- 《可知道》

作曲（包含參與作曲）
- 《光辉岁月》
- 《午夜怨曲》
- 《岁月无声》
- 《心中的太阳》
- 《曾经拥有》
- 《射手座咒语》
- 《请你让我来决定我的路》

填詞（包含參與填詞）
- 《心中的太阳》

演唱（包含參與演唱）
- 《光辉岁月》
- 《午夜怨曲》
- 《岁月无声》
- 《心中的太阳》
- 《曾经拥有》
- 《射手座咒语》

作曲（包含參與作曲）
- 《Amani》
- 《坚持信念》
- 《不再犹豫》
- 《谁伴我闯荡》
- 《高温派对》
- 《谁来主宰》
- 《完全的拥有》

填詞（包含參與填詞）
- 《Amani》
- 《坚持信念》

演唱（包含參與演唱）
- 《Amani》
- 《坚持信念》
- 《不再犹豫》
- 《谁伴我闯荡》
- 《系要听Rock N'Roll》
- 《高温派对》

作曲（包含參與作曲）
- 《长城》
- 《遥望》
- 《农民》
- 《不可一世》
- 《无语问苍天》
- 《快乐王国》
- 《早班火车》
- 《可否冲破》
- 《Bye Bye》

填詞（包含參與填詞）
- 《遥望》
- 《不可一世》

演唱（包含參與演唱）
- 《长城》
- 《遥望》
- 《农民》
- 《不可一世》
- 《无语问苍天》
- 《快乐王国》
- 《早班火车》
- 《可否冲破》
- 《Bye Bye》
- 《继续沉醉》

作曲（包含參與作曲）
- 《长城》
- 《农民》
- 《关心永远在》
- 《今天就做》
- 《年轻》
- 《问自己》
- 《最想念你》
- 《可否冲破》
- 《Bye Bye》

演唱（包含參與演唱）
- 《长城》
- 《农民》
- 《关心永远在》
- 《今天就做》
- 《年轻》
- 《问自己》
- 《最想念你》
- 《可否冲破》
- 《Bye Bye》
- 《爱过的罪》

作曲（包含參與作曲）
- 《无尽空虚》
- 《点解点解》

填詞（包含參與填詞）
- 《无尽空虚》
- 《点解点解》

演唱（包含參與演唱）
- 《无尽空虚》
- 《点解点解》

作曲（包含參與作曲）
- 《The Wall》
- 《孤独》
- 《手纸》
- 《刹那の混沌》
- 《リゾラバ》

演唱（包含參與演唱）
- 《The Wall》
- 《孤独》
- 《手纸》
- 《刹那の混沌》
- 《リゾラバ》

作曲（包含參與作曲）
- 《海阔天空》
- 《我是愤怒》
- 《爸爸妈妈》
- 《命运是你家》
- 《狂人山庄》
- 《全是爱》
- 《情人》
- 《走不开的快乐》

填詞（包含參與填詞）
- 《海阔天空》
- 《狂人山庄》
- 《全是爱》

演唱（包含參與演唱）
- 《海阔天空》
- 《我是愤怒》
- 《爸爸妈妈》
- 《命运是你家》
- 《狂人山庄》
- 《全是爱》
- 《和平与爱》
- 《情人》
- 《走不开的快乐》
- 《无无谓》

作曲（包含參與作曲）
- 《Hurry Up》
- 《君には仆が》
- 《遥かなる梦に》
- 《明日の约束》
- 《蒸し暑い夜》

演唱（包含參與演唱）
- 《Never Change World》
- 《くちびるを夺いたい》
- 《Hurry Up》
- 《君には仆が》
- 《遥かなる梦に》
- 《明日の约束》
- 《もー まん たい！》

作曲（包含參與作曲）
- 《身不由己》

填詞（包含參與填詞）
- 《身不由己》

作曲（包含參與作曲）
- 《为了你，为了我》

演唱（包含參與演唱）
- 《为了你，为了我》

作曲
- 《忘记你》
- 《候诊室》
- 《Amani》
- 《情人》
- 《命运是我家》
- 《十字路口》
- 《缓慢》
- 《热情过后》

作曲
- 《抗战二十年》

作曲
- 《他的吉他》
- 《无人的演奏》
- 《We Are The People》
- 《奥林匹克》
- 《结局》

## 其他作品

### 演唱(包括參與演唱)
| 歌名             | 備註                                   |
| ---------------- | -------------------------------------- |
| 《最后一个大侠》 | 新加坡古装电视剧《最后一个大侠》片头曲 |
| 《永远的朋友》   | 《永远的朋友》合辑作品之一             |
| 《唱不完的歌》   | 《新艺宝五周年》合辑作品之一           |
| 《情怀无悔》     | 香港电台电视节目《飞越工作间》主题曲   |
| 《文武英杰宣言》 | 香港电影《开心鬼救开心鬼》插曲之一     |

### 作曲(包括參與作曲)
| 歌名             | 備註                                 |
| ---------------- | ------------------------------------ |
| 《唱不完的歌》   | 《新艺宝五周年》合辑作品之一         |
| 《情怀无悔》     | 香港电台电视节目《飞越工作间》主题曲 |
| 《文武英杰宣言》 | 香港电影《开心鬼救开心鬼》插曲之一   |

## 參與和音
| 演唱者   | 歌名               |
| -------- | ------------------ |
| 達明一派 | 《你还爱我吗》     |
| 達明一派 | 《没有张扬的命案》 |

## 參與翻唱
| 原唱者   | 歌名                          |
| -------- | ----------------------------- |
| 老鹰乐队 | 《Hotel California》          |
| 崔健     | 《一無所有》                  |
| 侯德健   | 《龙的传人》                  |
| 許冠傑   | 《半斤八两》                  |
| 披頭四   | 《Let it be》                 |
| 披頭四   | 《Ob-La-Di，Ob-La-Da》        |
| Rainbow  | 《The Temple Of The King》    |
| Kiss乐队 | 《I Was Made For Lovin' You》 |
| 許冠傑   | 《浪子心声》                  |
| 柳培德   | 《血染的风采》                |
| 关正杰   | 《近代豪侠传》                |
| 林子祥   | 《夜来香》                    |
| 广东民歌 | 《月光光》                    |
| 夏韶聲   | 《吉他低泣时》                |
| 皇后乐队 | 《We Will Rock You》          |
| 皇后乐队 | 《We are the Champions》      |
| 林子祥   | 《敢爱敢做》                  |
| 汪明荃   | 《勇敢的中国人》              |
| 傅锦华   | 《采茶歌》（刘三姐插曲）      |

## 為他人創作
（以下的作品中有些是黄家驹亲自为他人创作的，有些是根据黄家驹的个人作品改编的。）  
- 郑伊健-《厌倦》（作曲）
- 王菲-《重燃》（作曲）
- 林子祥-《天地》（作曲）
- 蔡兴麟-《为了你，为了我》（作曲）
- 许冠杰-《交织千个心》（作曲）
- 谭咏麟-《千金一刻》（作曲）
- 谭咏麟-《忘情都市》（作曲）
- 麦洁文-《岁月无声》（作曲）                                  麦洁文-《总是无缘》（作曲）
- 彭健新-《无名的歌》（作曲）
- 小岛乐队-《又是黄昏》（作曲）
- Bliss-《原来不可怕》（作曲）
- 王菲-《可否抱紧我》（作曲）
- 辛晓琪-《戒痕》（原曲：《情人》）（作曲）
- 群星-《唱不完的歌》（作曲）
- 田震-《千秋思念》（电视剧《千秋家国梦》片尾曲）（作曲）
- 黄翊-《命运造我》（电影《老虎出更2》片尾曲）（作曲）
- 蔡枫华-《美梦的肖像》（作曲）
- 林楚麒-《怨你没留下》（原曲：《明日世界》）（作曲/参与编曲）
- 群星-《承诺》（2008年抗震救灾歌曲，原曲：《海阔天空》）（作曲）
- 郑伊健-《刀光剑影》（电影《古惑仔之人在江湖》插曲，原曲《岁月无声》）（作曲）
- 吕珊-《雨伞后》（作曲）
- 郭易-《Just One Night》（作曲）
- 黄翊-《就算》（作曲/参与编曲）
- 劉祖兒-《Re: 重覓》（作曲）
- 肥媽-《感激这对手》（作曲）

## Demo作品
| 歌名                       | 備註 |
| -------------------------- | --- |
| 《Alan》                   | 《忘情都市》原曲 |
| 《梦想》                   | |
| 《Boatmusic》              | |
| 《Light Jazz》             | |
| 《安全地带》               | |
| 《温室之子》               | |
| 《又见理想》               | 《歲月無聲》原曲，原本由麥潔文演唱，後來改為家駒自己演唱，收錄於《真的見證》 (詞: 劉卓輝)                                        |
| 《摇摆少年梦》             | |
| 《长城怨曲》               | 《长城》原曲，後收錄於《繼續革命》                                                                                               |
| 《Robin Hood》             | 《無盡空虛》原曲，於99年《真的BEYOND》被稱為《Don't Break My Heart》，其後於13年《追忆黄家驹》加長版本中得知名稱為《Robin Hood》 |
| 《Hey You》                | |
| 《Southern All Star》      | 後變成由黃家駒前女友潘先麗所演唱的《您這故事》 (詞: 關栩溢)                                                                      |
| 《Mr.Crocodile》           | |
| 《怨曲》                   | |
| 《River》                  | 後變成由田震所演唱的《千秋思念》，以及林子祥所演唱的《天地》 (詞: 劉卓輝)                                                        |
| 《日本仔Rock》             | 後變成由馬來西亞樂隊異種所演唱的《繼續上演》 (詞: 異種)                                                                          |
| 《新几内亚》               | 後變成由葉世榮所演唱的《天寬海闊 你還有我》 (詞: sinner)。                                                                       |
| 《目光的偶遇》             | |
| 《孤单一吻》（英文版Demo） | |
| 《秘密警察》（英文版Demo） | |
| 《他的吉他》               | 由黃家強演唱，收錄於《弦續—別了家駒十五載》(詞: 黃家強)                                                                          |
| 《无人的演奏》             | 由黃家強演唱，收錄於《弦續—別了家駒十五載》 (詞: 劉卓輝)                                                                         |
| 《We Are The People》      | 由黃家強演唱，收錄於《弦續—別了家駒十五載》 (詞: 劉卓輝)                                                                         |
| 《结局》                   | 由黃家強演唱，收錄於《弦續—別了家駒十五載》(詞: 黃家強)                                                                          |
| 《奥林匹克》               | 由黃家強演唱，收錄於《弦續—別了家駒十五載》 (詞: 劉卓輝)                                                                         |
| 《抗战二十年》             | 由Beyond三子演唱，收錄於《Together》 (詞: 黃偉文)                                                                                |
| 《冷雨夜续集》             | 《原諒我今天》原曲，後收錄於《Beyond IV》                                                                                        |
| 《爆裂都市（Part II）》    | 《不可一世》原曲，後收錄於《繼續革命》                                                                                           |
| 《遙望》                   | Demo版本首次發行於2013年《追忆黄家驹》                                                                                           |
| 《好歌》                   | 首次發行於2013年《追忆黄家驹》, 後變成由蔡興麟所演唱的《相簿》 (詞: 關栩溢)。                                                    |

1. ↑  .   [2023-08-19]. （原始内容存档于2023-08-19）.